# Euplexia attenuata
Euplexia attenuata är en fjärilsart som beskrevs av W. Warren 1913. Euplexia attenuata ingår i släktet Euplexia och familjen nattflyn. Inga underarter finns listade i Catalogue of Life.